# Mauny
Pour les articles homonymes, voir Mauny (homonymie).
Mauny est une commune française située dans le département de la Seine-Maritime en région Normandie.
Elle fait partie du parc naturel régional des Boucles de la Seine normande.

## Géographie

### Localisation
|                           | Bardouville                     |                                   |
| Yville-sur-Seine          | Mauny                           | Seine, Saint-Pierre-de-Manneville |
| Barneville-sur-Seine Eure | La Trinité-de-Thouberville Eure | Caumont Eure                      |

### Hydrographie
La commune est située dans le bassin Seine-Normandie. Elle est drainée par la Seine,.
La Seine, qui prend sa source à Source-Seine, en Côte-d'Or, sur le plateau de Langres, traverse le département avec de larges méandres sur son flanc sud et se jette dans la Manche entre Le Havre et Honfleur. 
Un plan d'eau complète le réseau hydrographique : la mare des Souilles (0,01 ha),.

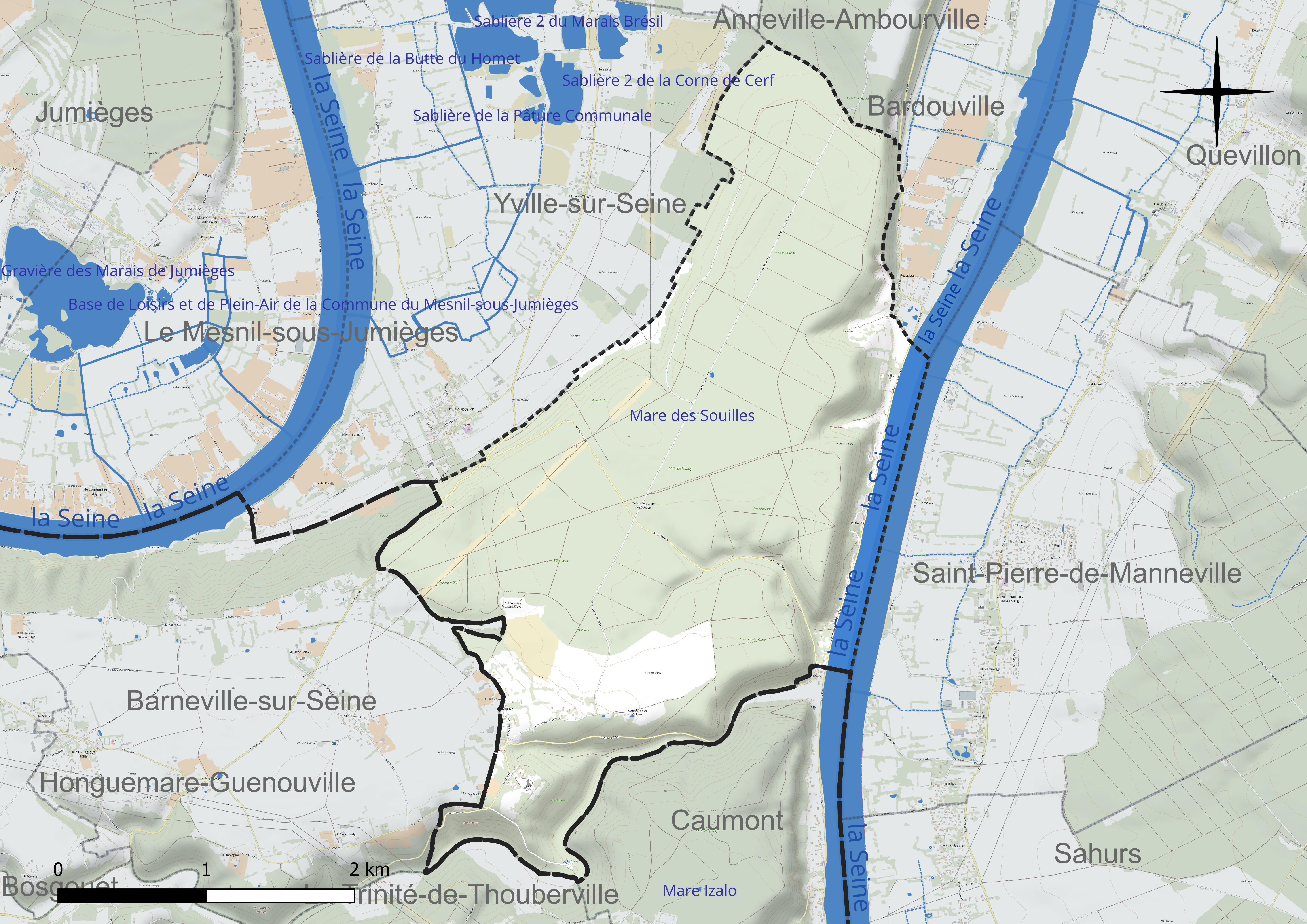
Réseau hydrographique de Mauny.

### Climat
Pour des articles plus généraux, voir Climat de la Normandie et Climat de la Seine-Maritime.
En 2010, le climat de la commune est de type climat océanique altéré, selon une étude du CNRS s'appuyant sur une série de données couvrant la période 1971-2000. En 2020, Météo-France publie une typologie des climats de la France métropolitaine dans laquelle la commune est exposée à un climat océanique et est dans la région climatique Côtes de la Manche orientale, caractérisée par un faible ensoleillement (1 550 h/an) ; forte humidité de l’air (plus de 20 h/jour avec humidité relative > 80 % en hiver), vents forts fréquents. Parallèlement le GIEC normand, un groupe régional d’experts sur le climat, différencie quant à lui, dans une étude de 2020, trois grands types de climats pour la région Normandie, nuancés à une échelle plus fine par les facteurs géographiques locaux. La commune est, selon ce zonage, exposée à un « climat contrasté des collines », correspondant au Pays d’Auge, Lieuvin et Roumois, moins directement soumis aux flux océaniques et connaissant toutefois des précipitations assez marquées en raison des reliefs collinaires qui favorisent leur formation.
Pour la période 1971-2000, la température annuelle moyenne est de 10,4 °C, avec une amplitude thermique annuelle de 13,5 °C. Le cumul annuel moyen de précipitations est de 847 mm, avec 12,8 jours de précipitations en janvier et 8,5 jours en juillet. Pour la période 1991-2020, la température moyenne annuelle observée sur la station météorologique la plus proche, située sur la commune de Jumièges à 7 km à vol d'oiseau, est de 12,2 °C et le cumul annuel moyen de précipitations est de 843,5 mm,. Pour l'avenir, les paramètres climatiques de la commune estimés pour 2050 selon différents scénarios d’émission de gaz à effet de serre sont consultables sur un site dédié publié par Météo-France en novembre 2022.

## Urbanisme

### Typologie
Au 1er janvier 2024, Mauny est catégorisée commune rurale à habitat dispersé, selon la nouvelle grille communale de densité à sept niveaux définie par l'Insee en 2022.
Elle est située hors unité urbaine. Par ailleurs la commune fait partie de l'aire d'attraction de Rouen, dont elle est une commune de la couronne,. Cette aire, qui regroupe 317 communes, est catégorisée dans les aires de 200 000 à moins de 700 000 habitants,.

### Occupation des sols
L'occupation des sols de la commune, telle qu'elle ressort de la base de données européenne d’occupation biophysique des sols Corine Land Cover (CLC), est marquée par l'importance des forêts et milieux semi-naturels (82,1 % en 2018), une proportion identique à celle de 1990 (82,1 %). La répartition détaillée en 2018 est la suivante : 
forêts (78,7 %), terres arables (6,9 %), zones agricoles hétérogènes (6,9 %), milieux à végétation arbustive et/ou herbacée (3,4 %), eaux continentales (3,1 %), prairies (0,9 %). L'évolution de l’occupation des sols de la commune et de ses infrastructures peut être observée sur les différentes représentations cartographiques du territoire : la carte de Cassini (XVIIIe siècle), la carte d'état-major (1820-1866) et les cartes ou photos aériennes de l'IGN pour la période actuelle (1950 à aujourd'hui).

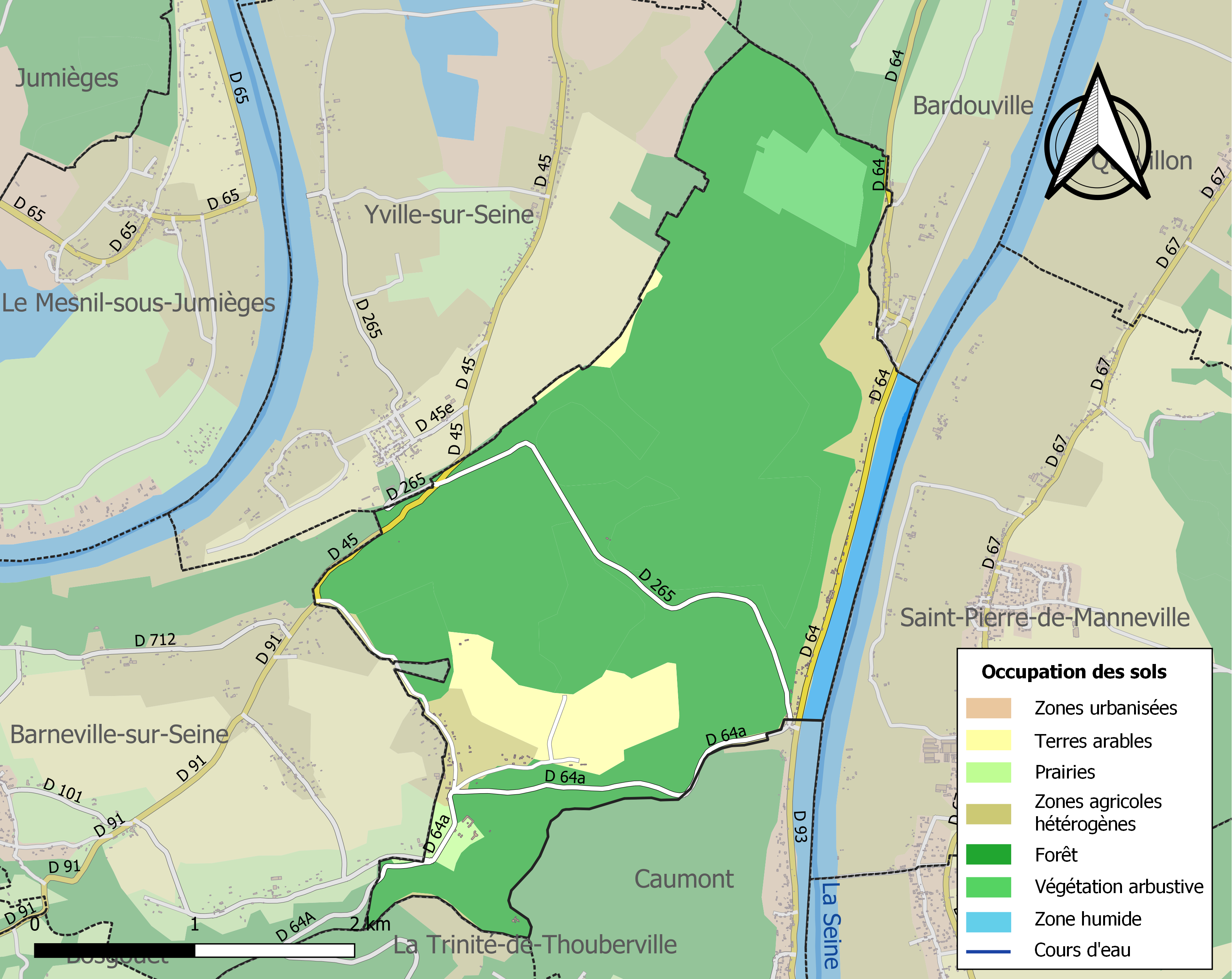
Carte des infrastructures et de l'occupation des sols de la commune en 2018 (CLC).

### Logement
En 2018, le nombre total de logements dans la commune était de 89, alors qu'il était de 76 en 2013 et de 82 en 2008.
Parmi ces logements, 81 % étaient des résidences principales, 11,9 % des résidences secondaires et 7,1 % des logements vacants. Ces logements étaient pour 79,1 % d'entre eux des maisons individuelles et pour 18,5 % des appartements.
Le tableau ci-dessous présente la typologie des logements à Mauny en 2018 en comparaison avec celle de la Seine-Maritime et de la France entière. Une caractéristique marquante du parc de logements est ainsi une proportion de résidences secondaires et logements occasionnels (11,9 %) supérieure à celle du département (3,9 %) et à celle de la France entière (9,7 %). Concernant le statut d'occupation de ces logements, 77,1 % des habitants de la commune sont propriétaires de leur logement (86,9 % en 2013), contre 53 % pour la Seine-Maritime et 57,5 pour la France entière.
| Typologie                                               | Mauny | Seine-Maritime | France entière |
| ------------------------------------------------------- | ----- | -------------- | -------------- |
| Résidences principales (en %)                           | 81    | 88             | 82,1           |
| Résidences secondaires et logements occasionnels (en %) | 11,9  | 3,9            | 9,7            |
| Logements vacants (en %)                                | 7,1   | 8,1            | 8,2            |

## Toponymie
Le nom de la localité est attesté sous les formes latinisées Malum nidum en 1215 (Archives départementales de la Seine-Maritime, 18 H); [de] Malo nido en 1230; [de] Malonido en 1257 (Olim I, p. 19) et françaises [de] Malny en 1362-65; Maugny en 1369-73 (Arch. S.-M. Tab. Rouen, reg. 2 f. 26, reg. 3 f. 28 v. ; reg. II f. 41 v., reg. 14 f. 50); Malny en 1387; Mauny 1452 - 1462 (Archives Seine-Maritime Tab. Rouen).
Littéralement, « Mauvais nid ».
Remarque : la commune est divisée en (le) Bas-Mauny (au bord de la Seine) et (le) [Haut-]Mauny sur le plateau.
Homonymie avec Maulny à Melz-sur-Seine, Seine-et-Marne, Malum Nidum 1216; Mauni vers 1222) et à Jossigny (Malo Nido 1334; Mauny 1470), ainsi qu'à Montbizot (Sarthe, Malonido en 1266; Mauny, sans date). La forme actuelle Maulny est une graphie conservatrice.

## Histoire
1° Au Moyen Âge, Mauny (seigneurie associée à celles de Barneville et de La Bouille) appartenait d'abord à la famille Crépin du Bec. On trouve souvent écrit que cette grande famille féodale normande tenait Mauny du mariage, vers 1230, de Guillaume V Crespin (vers 1215-vers 1260 ; baron du Bec – cf. St-Martin du Bec, Notre-Dame du Bec, Montivilliers, sur la Lézarde – et seigneur de Dangu, Etrépagny, Lisors), avec sa deuxième épouse Alix de Sancerre.
Toujours est-il que Mauny, passe avec Dangu à leur fils puîné Jean, avant de revenir à son frère aîné Guillaume VI ; vient ensuite Jean (II ou Ier) du Bec, fils cadet de Guillaume VI et frère cadet de Guillaume VII, d'où, de père en fils et du XIIIe au XVe siècle : Guillaume VIII, Guillaume IX, Guillaume X aussi seigneur de Plasnes par son mariage, Jean (II ou III) et son frère Antoine.
Jeanne du Bec, fille de Guillaume X, sœur héritière de Jean et Antoine, fait passer Mauny, La Bouille et Barneville aux Brézé – avec Maulévrier, autre fief des Bec-Crépin – en épousant Pierre II de Brézé (vers 1408/1410-1465 ; c'est sans doute en sa faveur que Mauny est érigé en baronnie en novembre 1462). Leur fils Jacques, époux malheureux et meurtrier de Charlotte de Valois, fille du roi Charles VII, est le père du Grand-sénéchal de Normandie Louis, mari de Diane de Poitiers, titré comte de Maulévrier par son oncle Louis XI en octobre 1481. Françoise, fille aînée de Louis et Diane, transmet Mauny et Maulévrier aux La Marck en épousant Robert IV en 1538. Leur fils cadet Charles-Robert de La Marck comte de Braine (1541-1622) en hérite, et son propre fils cadet Louis, châtelain de Nogent-le-Roi, est titré marquis de Mauny.
2° Mais au début du XVIIe siècle Mauny et Maulévrier sont vendus : Mauny, Barneville et Plasnes en 1604 à Guillaume de Hautemer (1537/38-1613), appelé le maréchal de Fervaques, fait duc de Grancey en décembre 1611 ; et le comté de Maulévrier en 1623 à Jacques Ier du Fay/du Faÿ seigneur du Taillis et de Bourg-Achard (famille normande), bailli de Rouen.
Jeanne de Hautemer, fille cadette du maréchal Guillaume de Hautemer de Fervaques, transmet les fiefs de Mauny, La Bouille et Barneville aux d'Estampes par son mariage en 1579 avec Claude d'Estampes de La Ferté-Imbault (1526-1591) : ils sont les parents du maréchal Jacques (1590-1668), dont les descendants, les d'Estampes/d'Étampes de la Ferté-Imbault, gardent le marquisat de Mauny, avec La Bouille et Barneville-sur-Seine, ainsi que le marquisat de La Ferté-Imbault et les domaines et châteaux afférents, jusqu'après la Révolution. Ainsi, Louis-Félicité-Omer d’Estampes, né en 1763 du second lit de Louis-Dominique d'Étampes (1734-1815 ; fils de Louis-Roger d'Étampes, marquis de Mauny, et cousin par alliance de Marie-Thérèse de La Ferté-Imbault) avec Françoise-Geneviève Joly de Fleury, devient maire de Mauny de 1814 à sa mort en 1833 ; et Sophie d'Étampes, cousine germaine de Louis-Roger, a un fils, le marquis de Piercourt, qui vend La Ferté-Imbault en 1807.
Il aurait existé une famille féodale locale dîte de Mauny, mais elle n’a pas de rapport avec la Famille de Mauny qui tient son nom d’un des nombreux Mauny, Maulny du nord ouest et du nord de la France.

## Politique et administration

### Rattachements administratifs et électoraux
Rattachements administratifs
La commune se trouve depuis 1926 dans l'arrondissement de Rouen du département de la Seine-Maritime.
Elle faisait partie depuis 1801 du canton de Duclair. Dans le cadre du redécoupage cantonal de 2014 en France, cette circonscription administrative territoriale a disparu, et le canton n'est plus qu'une circonscription électorale.
Rattachements électoraux
Pour les élections départementales, la commune fait partie depuis 2014 du canton de Barentin
Pour l'élection des députés, elle fait partie de la cinquième circonscription de la Seine-Maritime.

### Intercommunalité
Mauny était membre de la communauté de communes du Roumois Nord, un établissement public de coopération intercommunale (EPCI) à fiscalité propre créé fin 1992.
Dans le cadre de l'approfondissement de la coopération intercommunale precrit par la Loi portant nouvelle organisation territoriale de la République (Loi NOTRe) du 7 août 2015, cette intercommunalité a fusionné avec ses voisines pour former, le 1er janvier 2017, la communauté de communes Roumois Seine dont est désormais membre la commune.
Toutefois, à la suite d'une crise qui s'est traduit par le départ de cette intercommunalité de 14 communes le 1er janvier 2019, Mauny a fait savoir qu'elle souhaitait intégrer Rouen Métropole, ce qui permettrait de réduire de 23 % les impôts payés, le Roumois-Seine ayant hérité d'importantes dettes des anciennes intercommunalités fusionnées en 2017, et de bénéficier de la desserte du réseau de transport en commun de Rouen.

### Liste des maires
| Période   | Période                     | Identité                  | Étiquette | Qualité                                         |
| --------- | --------------------------- | ------------------------- | --------- | ----------------------------------------------- |
| 1792      | 1794                        | Pierre Laquerrière        |           |                                                 |
| 1794      | 1799                        | Pierre Meunie             |           |                                                 |
| 1799      | 1808                        | Michel Renoult            |           |                                                 |
| 1808      | 1814                        | Louis d'Estampes          |           |                                                 |
| 1814      | 1828                        | Louis Omer d'Estampes     |           |                                                 |
| 1828      | 1843                        | Michel Renoult            |           |                                                 |
| 1843      | 1848                        | Armand Poullain           |           |                                                 |
| 1848      | 1852                        | Michel Levreux            |           |                                                 |
| 1852      | 1871                        | Jules Rémy-Caban          |           |                                                 |
| 1871      | 1872                        | Pierre Joseph Du Ruel     |           |                                                 |
| 1872      | 1873                        | Pierre Charles Bellamy    |           |                                                 |
| 1873      | 1882                        | François Charles Poullain |           |                                                 |
| 1882      | 1890                        | Henri Morin               |           |                                                 |
| 1890      | 1919                        | Georges Poullain          |           |                                                 |
| 1919      | 1927                        | Maurice Dupuis            |           |                                                 |
| 1927      | 1935                        | Fernand Foutrel           |           |                                                 |
| 1935      | 1956                        | Eugène Roussel            |           |                                                 |
| 1956      | 1965                        | Philippe Brinquant        |           |                                                 |
| 1965      | 1976                        | Robert Dehaut             |           |                                                 |
| 1976      | 1979                        | Claude Sanson             |           |                                                 |
| 1979      | 2001                        | Nelly Beauvais            |           |                                                 |
| mars 2001 | En cours (au 29 avril 2021) | Charly Noël               | DLF       | Agent commercial Réélu pour le mandat 2020-2026 |

## Population et société

### Démographie
L'évolution du nombre d'habitants est connue à travers les recensements de la population effectués dans la commune depuis 1793. Pour les communes de moins de 10 000 habitants, une enquête de recensement portant sur toute la population est réalisée tous les cinq ans, les populations de référence des années intermédiaires étant quant à elles estimées par interpolation ou extrapolation. Pour la commune, le premier recensement exhaustif entrant dans le cadre du nouveau dispositif a été réalisé en 2004.

En 2022, la commune comptait 151 habitants, en évolution de −14,2 % par rapport à 2016 (Seine-Maritime : +0,35 %, France hors Mayotte : +2,11 %).
| 1793 | 1800 | 1806 | 1821 | 1831 | 1836 | 1841 | 1846 | 1851 |
| ---- | ---- | ---- | ---- | ---- | ---- | ---- | ---- | ---- |
| 227  | 200  | 187  | 232  | 215  | 222  | 214  | 213  | 187  |

| 1856 | 1861 | 1866 | 1872 | 1876 | 1881 | 1886 | 1891 | 1896 |
| ---- | ---- | ---- | ---- | ---- | ---- | ---- | ---- | ---- |
| 150  | 166  | 174  | 159  | 166  | 131  | 131  | 137  | 168  |

| 1901 | 1906 | 1911 | 1921 | 1926 | 1931 | 1936 | 1946 | 1954 |
| ---- | ---- | ---- | ---- | ---- | ---- | ---- | ---- | ---- |
| 143  | 119  | 129  | 115  | 63   | 90   | 85   | 87   | 97   |

| 1962 | 1968 | 1975 | 1982 | 1990 | 1999 | 2004 | 2006 | 2009 |
| ---- | ---- | ---- | ---- | ---- | ---- | ---- | ---- | ---- |
| 105  | 118  | 94   | 122  | 129  | 132  | 170  | 209  | 173  |

| 2014 | 2019 | 2022 | - | - | - | - | - | - |
| ---- | ---- | ---- | - | - | - | - | - | - |
| 166  | 164  | 151  | - | - | - | - | - | - |

### Cultes
Mauny appartient à la paroisse catholique Saint-Philibert de Duclair – Boucles de Seine qui fait partie du doyenné Rouen-Ouest de l'archidiocèse de Rouen.

## Culture locale et patrimoine

### Lieux et monuments
- Allée couverte de Mauny : allée couverte découverte intacte, avec un mobilier anthropologique très bien conservé, inscrite au titre des monuments historiques le 24 février 1998[30].
- L'église Saint-Jean-Baptiste[31].
- Le château de Mauny[32],[33].
- Le château du Val des Leux[34].

### Personnalités liées à la commune
- Diane de Poitiers, 1499-1566, baronne de Mauny, dont on retrouve le souvenir sur le colombier du château et sur le blason de la commune.
- Guillaume de Hautemer (1538-1613), dit le Maréchal de Fervacques, baron de Mauny.
- Jacques d'Étampes (1590-1668), petit-fils du précédent, Maréchal de France, marquis de La Ferté-Imbault et de Mauny.
- Joseph Ferdinand Poulain, comte de Mauny, fondateur en 1749 de la distillerie La Mauny à la Rivière Pilote en Martinique[35],[36]
- Stanislas de La Rochefoucauld, duc de Doudeauville (1822-1887)[réf. souhaitée].

### Héraldique
| Blason de Mauny | Blason  | D’azur aux trois croissants d’argent mal ordonnés, au chef fuselé d’argent et de gueules. |
| Blason de Mauny | Détails | Le statut officiel du blason reste à déterminer.                                          |